# Dimitri Navachine
Dimitri Navachine, nacido el 30 de agosto de 1889 y fallecido el 23 de enero de 1937 es un periodista y economista ruso que trabaja con la URSS.

## Biografía
Banquero y abogado ruso en Moscú, en 1917 participó en la Revolución de Octubre. Vicepresidente del Comité Central de la Cruz Roja para los prisioneros de guerra y miembro de la oficina de estudios económicos del Banco de Comercio e Industria de Moscú en 1924. Fue director del Banco Comercial para Europa del Norte desde 1925 a 1930. Es amigo del ministro Anatole de Monzie, que hizo que Francia reconociera a la URSS y negoció la devolución del préstamo ruso.
El 23 de enero de 1937, fue asesinado de seis golpes de bayoneta truncados, incluido uno en el corazón, por Jean Filiol  de la la Cagoule avenue du Parc des Princes, entre Bois de Boulogne, de donde regresó como de costumbre a las 10:30 a. m., y su casa, 28 rue Michel -Ange.
Está enterrado en el cementerio de Montrouge (46ª división).